# Jean-Pierre Duport
Jean-Pierre Duport (París, 27 de noviembre de 1741 - Berlín, 31 de diciembre de 1818) fue un violonchelista y compositor francés, que logró la fama en los conciertos del Concert Spirituel antes de la Revolución Francesa y que, en el año 1773, se trasladó a Potsdam donde trabajó en la corte de Federico Guillermo II de Prusia, ostentando el cargo de superintendente de la música desde 1788 hasta su fallecimiento. Su hermano, Jean-Louis Duport, fue otro violonchelista célebre.

## Historia
Poco conocemos de la juventud de Jean-Pierre y Jean-Louis Duport. Fueron hijos de un violonchelista amateur y compositor, del que se conservan, en la Biblioteca Nacional de París, dos obras  fechadas entre 1730 y 1740 (aparecen firmadas por «Monsieur Duport»: Grand Motet y Qui confidunt in Domino. Existe constancia de que, junto a Fuzelier, creó la ópera Júpiter y Europa destinada a ser representada ante la corte de Versailles.  Sabemos que Jean-Pierre fue alumno de Martin Berteau en la década de 1750, y que lo consideró su maestro hasta el final de sus días.
Durante los años sesenta, labró sus primeros éxitos en el Palacio de las Tullerías en los Concert Spirituel, no solo participando en orquestas como la del Príncipe de Conti (el que fuera su patrón hasta que abandonó Francia), si no actuando también como solista, durante los primeras apariciones acompañado por el laúdista Karl Kohaut y más adelante por su hermano menor, Jean-Louis.
Gracias a la publicación mensual Mercure de France han llegado a nuestros días algunas de las críticas que se hicieron de sus conciertos, las cuales nos transmiten la profunda admiración que causaba oírle tocar:
“El instrumento ya no es reconocible entre sus manos; el habla, el expresa, hace que todo vaya más allá de este encanto que se creía que era exclusivamente del violín. La rapidez de su ejecución está siempre acompañada de la más exacta precisión en dificultades sobre las que no nos podemos hacer una idea sin conocer el instrumento…”
En el año 1769, Jean-Pierre pidió permiso a su patrón para comenzar a viajar y prodigarse en nuevos lugares como músico. Su primera estancia alejado de París transcurrió en Londres durante los primeros años de la década de los setenta. Allí participó en los “Profesional Concerts” que se producían en los Hannover Square Rooms. Al principio actuó junto a algunos violinistas como Pierre Lahoussaye y Maddalena Lombardini, pero sus capacidades no pasaron desapercibidas y muy pronto comenzó a actuar como solista. En varias ocasiones, el diario “The Public Advertiser” recogió algunas crónicas que nos acercan el éxito que allí también cosechó:
“La  ejecución es verdaderamente magistral en la forma de tocar de este caballero; con un tono muy brillante y un gusto agradablemente casto y delicado. Las cosas que lleva a cabo sobre el instrumento son maravillosas”
En su siguiente viaje, Jean-Pierre Duport decidió probar suerte en Alemania. Una vez allí, en el año 1773 su nombre comenzó a conocerse en los círculos musicales, lo cual no pasó desapercibido para la familia real. Aunque el rey Federico el Grande no era un gran admirador del violonchelo, su sobrino Federico Guillermo fue uno de los mayores mecenas que el instrumento pudiera tener, así como un buen amateur violonchelista. Por ello, con gran admiración hacia Duport por parte del futuro rey, Jean-Pierre se trasladó a Potsdam donde fue nombrado principal violonchelista de la ópera y profesor de violonchelo del monarca tras sustituir a Carlo Graziani. En 1786, el sucesor a la corona tomó posesión del cargo nombrándolo casi automáticamente superintendente de la música.
Durante los siguientes años, los mejor músicos compusieron y escribieron obras para la corte de Federico Guillermo II de Prusia. Músicos como Boccherini y Haydn enviaron sus composiciones a Potsdam y otros, como Mozart o Beethoven, marcharon hasta allí donde tuvieron contacto personal con Jean-Pierre y con Jean-Louis, quien desde el estallido de la Revolución Francesa decidió exiliarse y juntarse con su hermano en la corte alemana.
A la relación entre Duport y Mozart, durante abril de 1789, debemos las “9 variaciones sobre un Minuetto de Duport”para piano K. 573, en las que el de Salzburgo utilizó como tema principal el Minuetto escrito por Jean-Pierre como último movimiento de la sexta sonata de su cuarto libro de sonatas para violonchelo y bajo. Además, los tres Cuartetos Prusianos (K. 575, 589 y 590) fueron dedicados al rey de Prusia pensando en los hermanos Duport.
El caso de Beethoven es particularmente significativo: sus dos primeras sonatas para violonchelo y piano op. 5, fueron también dedicadas al rey y estrenadas en la corte de Prusia en marzo de 1796. El compositor alemán al piano junto a uno de los hermanos Duport interpretaron las primeras piezas del género "sonata para violonchelo y piano"; el más recurrido modelo utilizado por los compositores desde aquel momento hasta nuestros días para escribir para el violonchelo.
Jean-Pierre Duport permaneció en la corte de Prusia hasta su fallecimiento a los 77 años el 31 de diciembre de 1818.

## Obras
- Six sonates pour le violoncelle et basse op. 1 (1766)
- Six sonates pour le violoncelle et basse op. 2 (1772)
- Six sonates pour le violoncelle et basse op. 3 (1773)
- Six sonates pour le violoncelle et basse op. 4 (1808 - 1814)